# Liste des gratte-ciel d'Atlantic City
Depuis la construction du Claridge Tower at Bally's en 1930, 14 immeubles d'au moins 100 mètres de hauteur ont été construits à Atlantic City dans le New Jersey aux États-Unis. Beaucoup abritent des casinos et des hôtels comme à Las Vegas.

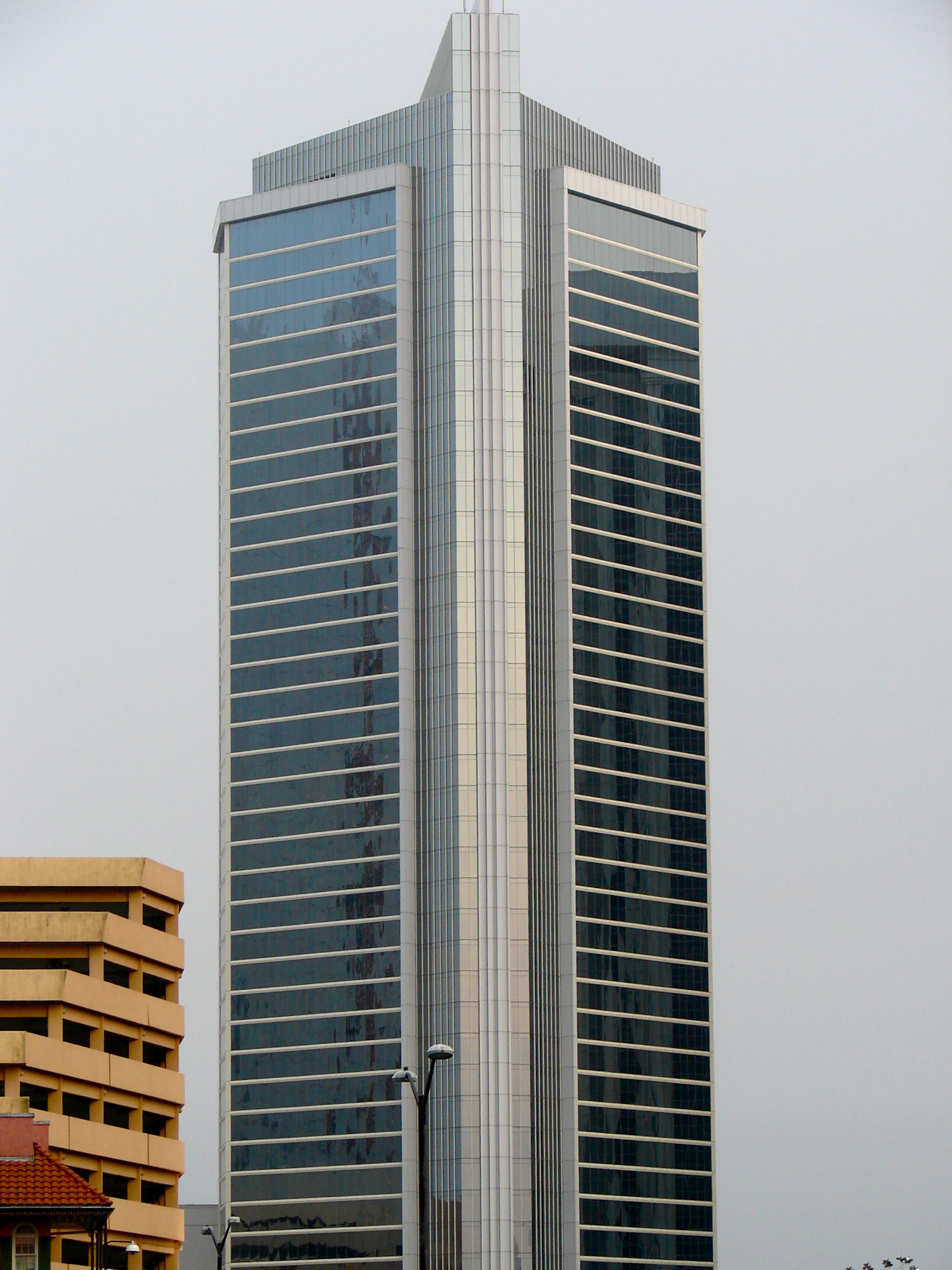
Trump Taj Mahal- Chairman Tower

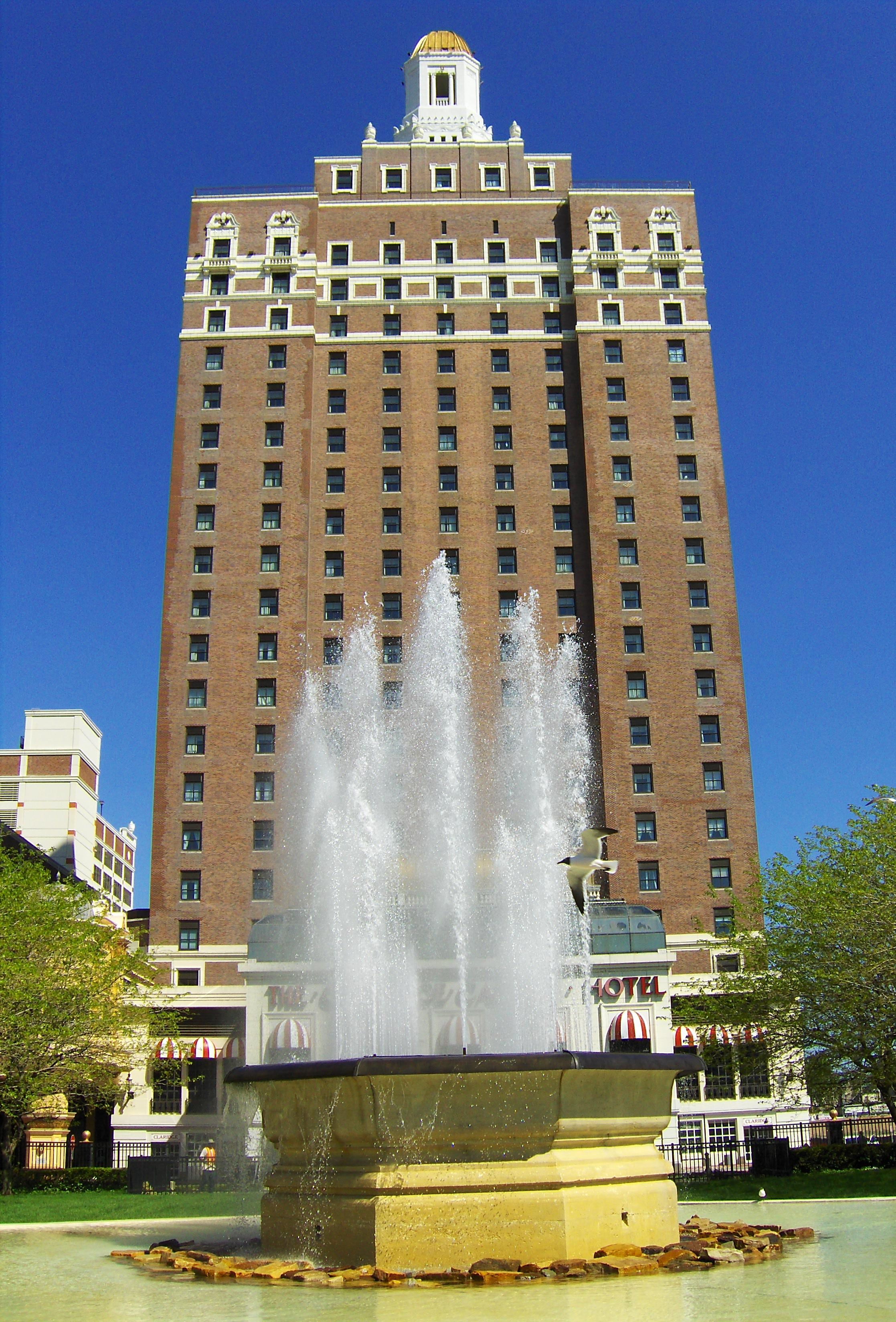
Claridge Tower at Bally's

En 2014 la liste des immeubles de 100 mètres de hauteur et plus est la suivante d'après Emporis 
| Rang | Nom                                      | Hauteur | Étages | Année |
| ---- | ---------------------------------------- | ------- | ------ | ----- |
| 1    | Revel-North Tower                        | 216 m   | 53     | 2012  |
| 2    | Harrah's Waterfront Tower                | 160 m   | 44     | 2008  |
| 3    | Chairman Tower du Trump Taj Mahal        | 143 m   | 41     | 2008  |
| 4    | The Water Club at Borgata                | 139 m   | 39     | 2008  |
| 5    | Borgata Hotel & Casino                   | 131 m   | 42     | 2003  |
| 5    | Casino Hotel du Trump Taj Mahal          | 131 m   | 42     | 1990  |
| 7    | Bally's Atlantic City                    | 114 m   | 37     | 1989  |
| 8    | Claridge Tower at Bally's                | 113 m   | 23     | 1930  |
| 9    | Tropicana Casino & Resort - Havana Tower | 111 m   | 33     | 2004  |
| 10   | Ocean Club Condominiums - West Tower     | 110 m   | 30     | 1984  |
| 10   | Ocean Club Condominiums - East Tower     | 110 m   | 30     | 1984  |
| 12   | Tropicana Casino and Resort - West Tower | 106 m   | 32     | 1996  |
| 13   | The Flagship Resort                      | 103 m   | 32     | 1988  |
| 14   | Atlantic Palace Suites                   | 101 m   | 31     | 1986  |